# سیارک ۲۲۹۷۶۲ Gǃkúnǁʼhòmdímà
سیارک ۲۲۹۷۶۲ یا (۲۲۹۷۶۲) ۲۰۰۷ یوکِی۱۲۶ یک جسم دیسک فشرده است که در ۱۹ اکتبر ۲۰۰۷ توسط مایکل براون، چد تروهیو و دیوید رابینوویتز کشف‌شد.